# Кінгс (округ, Каліфорнія)
Шаблон:StateAbbr_ 36°04′ пн. ш. 119°49′ зх. д. / 36.07° пн. ш. 119.81° зх. д.
Округ Кінгс (англ. Kings County) — округ (графство) у штаті Каліфорнія, США. Ідентифікатор округу 06031.

## Історія
Округ утворений 1893 року.

## Демографія
За даними перепису
2000 року
загальне населення округу становило 129461 осіб, зокрема міського населення було 112687, а сільського — 16774.
Серед мешканців округу чоловіків було 74332, а жінок — 55129. В окрузі було 34418 домогосподарств, 26989 родин, які мешкали в 36563 будинках.
Середній розмір родини становив 3,56.
Віковий розподіл населення поданий у таблиці:
| Стать    | До 15 років | 15-21 | 22-29 | 30-39 | 40-49 | 50-65 | 65-85 | Понад 85 |
| -------- | ----------- | ----- | ----- | ----- | ----- | ----- | ----- | -------- |
| Чоловіки | 16290       | 8178  | 11945 | 15286 | 11112 | 7353  | 3801  | 367      |
| Жінки    | 15284       | 6230  | 6374  | 8241  | 7093  | 6518  | 4667  | 722      |

## Виноски
1. ↑  U.S. Decennial Census. United States Census Bureau. Архів оригіналу за 26 квітня 2015. Процитовано 26 вересня 2015.
2. ↑  Historical Census Browser. University of Virginia Library. Архів оригіналу за 11 серпня 2012. Процитовано 26 вересня 2015.
3. ↑  Forstall, Richard L., ред. (27 березня 1995). Population of Counties by Decennial Census: 1900 to 1990. United States Census Bureau. Архів оригіналу за 24 вересня 2015. Процитовано 26 вересня 2015.
4. ↑  Census 2000 PHC-T-4. Ranking Tables for Counties: 1990 and 2000 (PDF). United States Census Bureau. 2 квітня 2001. Архів оригіналу (PDF) за 18 грудня 2014. Процитовано 26 вересня 2015.
5. ↑  State & County QuickFacts. United States Census Bureau. Архів оригіналу за 13 липня 2011. Процитовано 4 квітня 2016.(англ.) Наведено за англійською вікіпедією.
6. ↑  American FactFinder. Бюро перепису населення США. Архів оригіналу за 29 липня 2011. Процитовано 31 січня 2008.

| США | Це незавершена стаття з географії США. Ви можете допомогти проєкту, виправивши або дописавши її. |